# Романів (Шепетівський район)
Рома́нів — село в Україні, у Михайлюцькій сільській громаді Шепетівського району Хмельницької області. Населення становить 414 осіб (2009).

## Географія
Романів розташований на обох берегах верхньої течії річки Корчик, лівої притоки річки Случі (басейн Прип'яті). З сусіднім селом Корчиком та районним центром зв'язане асфальтованою дорогою.

## Історія
У 1906 році село Хоровецької волості Ізяславського повіту Волинської губернії. Відстань від повітового міста 28 верст, від волості 7. Дворів 96, мешканців 515.